# 1176
Năm 1176 trong lịch Julius.

## Sinh
- Henry de Bohun, bá tước thứ nhất của Hereford (mất 1220)
- Leopold VI của Áo (mất 1230)
- William Longespée, Bá tước thứ ba của Salisbury (khoảng ngày; mất 1226)
- Saint Sava, hoàng tử và tổng giám mục Serbia (mất 1235)
- Subutai, tướng Mông Cổ tham gia vào chiến dịch từ việc thống nhất Mông Cổ đến trận Mohi